# Gocha Khonelidze
Pas d'image ? Cliquez ici

a Compétitions nationales et continentales officielles uniquement.

b Matchs officiels uniquement.
Dernière mise à jour le 30 janvier 2025.
Gocha Khonelidze (en géorgien : გოჩა ხონელიძე), né le 2 février 1976, est un joueur de rugby à XV, qui joue avec l'équipe de Géorgie, évoluant au poste de trois-quarts aile (1,77 m pour 93 kg).

## Carrière de joueur

### En équipe nationale
Gocha Khonelidze dispute son premier match avec l'équipe de Géorgie le 6 septembre 2003 contre l'équipe d'Italie.

## Palmarès

### En équipe nationale
- 2 sélections en équipe de Géorgie en 2003

Coupe du monde
- 2003 : 1 sélection (équipe d'Afrique du Sud).